# Rodamiento de cañón

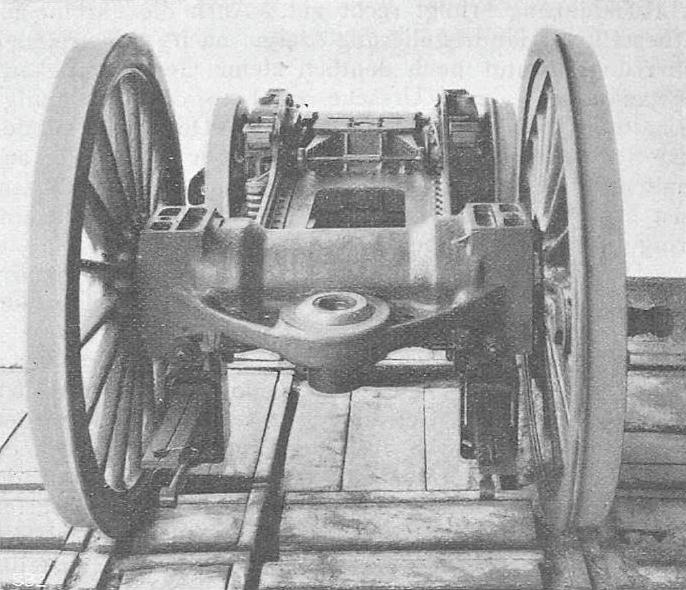
'Bogie Java' de una locomotora eléctrica suiza JGR Clase 7000

Un rodamiento de cañón es un tipo de dispositivo mecánico formado por dos cojinetes montados en los extremos de un tubo exterior, que por lo general sirve para alojar un eje que lo recorre longitudinalmente por su interior. 
La función del mecanismo consiste en conservar la alineación de los dos cojinetes, independientemente de que el tubo exterior pueda moverse. Se suele unir al bastidor de un vehículo mediante pivotes o resortes. 
El nombre 'rodamiento de cañón' deriva de la apariencia del tubo hueco, así como de las máquinas perforadoras utilizadas para mecanizar los asientos de los cojinetes alineados con precisión, las mismas máquinas desarrolladas para perforar cañones y para mecanizar los cilindros de las máquinas de vapor. La presencia del tubo exterior ha motivado que también se denomine caja de cañón.
Los rodamientos de caja de cañón todavía se emplean hoy en día, aunque el desarrollo de cojinetes de bolas con autoalineado redujo en gran parte su uso. Estos últimos permiten que la banda interna de un rodamiento se mueva independientemente de la exterior, de modo que un rodamiento puede alinearse con el eje y la carcasa simultáneamente, incluso si la carcasa se mueve. 

## Uso ferroviario

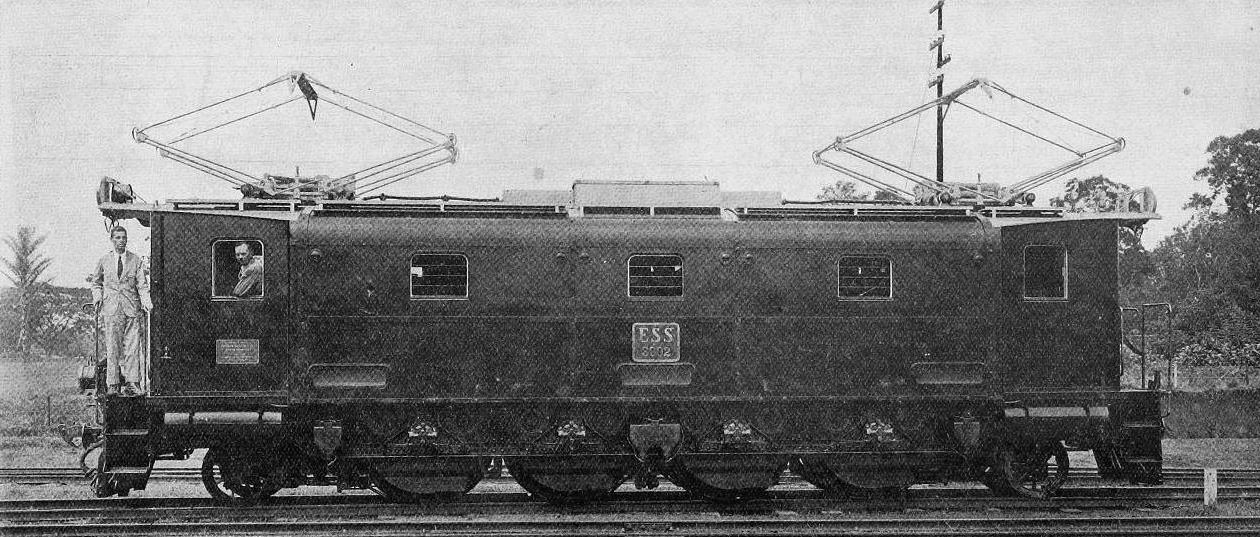
Máquina eléctrica de la Serie 3000, equipada con bogies Java. Ferrocarriles del Estado (ESS) en Java

El rodamiento de cañón fue introducido por George Stephenson en su locomotora Locomotion de 1825 para el ferrocarril de Stockton y Darlington. Uno de los ejes de la locomotora iba montado en el interior de un rodamiento de cañón que giraba centralmente y podía inclinarse de lado a lado. A diferencia de las locomotoras anteriores de Stephenson y sus muelles de vapor, esta nueva suspensión no tenía resortes, pero era una suspensión compensada: cuando se levantaba un lado, el rodamiento de cañón giraba y el otro lado se desplazaba hacia abajo. Aunque no producía una marcha completamente estable a la locomotora, permitía que las ruedas siguieran una pista desigual. Los rieles de este período eran piezas cortas de hierro fundido en lugar de carriles de acero laminado de gran longitud, por lo que presentaban una gran cantidad de juntas, a menudo desalineadas. 
Un efecto secundario de la forma del rodamiento de cañón es que el centro del tubo queda cerrado e inaccesible. Anteriormente, Stephenson había acoplado los ejes motrices de sus locomotoras con una cadena central. La necesidad de un sistema alternativo estimuló el desarrollo de las barras de acoplamiento, que requerían que el accionamiento estuviera conectado en la cara exterior de las ruedas. 
El confinamiento del eje y de los rodamientos también tenía ventajas, al evitar el paso de la suciedad y permitir contener el aceite lubricante.
La forma de diseño del eje radial de Francis Webb para el LNWR utilizaba un rodamiento de cañón. Un eje radial es una forma de bogie Bissell de un solo eje, donde en lugar de un bastidor pivotante, los dos cojinetes del eje pueden deslizarse lateralmente sobre una banda circular. El diseño de Webb los colocó en un rodamiento de cañón curvo. David Joy, diseñador del equipo de válvulas homónimo, citó el haberse encontrado estas cajas de ejes en una locomotora de la clase Precedent de Webb. El diseño anterior de Adams para un eje similar se había basado en el eje y las caras de empuje dentro de los cojinetes del eje para mantener las placas de guarda en posición. 
Los rodamientos de rodillos y sus cajas de cañones envolventes se usaron para las clases de locomotoras Standard de British Railways, en los ejes de bogie y también en los ejes motrices de algunas de las clases más grandes. Este uso se simplificó, ya que las clases estándar (con la única excepción de la clase 8) tenían solo dos cilindros externos. El uso ferroviario de tales rodamientos continúa hoy en día. La réplica Peppercorn Clase A1 Tornado usa rodamientos de rodillos en lugar de los cojinetes lisos originales, y se emplean rodamientos de caja de cañón tanto para el eje motriz como para el eje del bogie, aunque no para el eje del cigüeñal del cilindro central.
La rigidez de la caja del rodamiento de cañón también permite que las caras de las cajas de un eje que se mueven hacia arriba y hacia abajo en las hendiduras de las placas de guarda, necesiten una sola brida. Las cajas de eje convencionales tienen un par de bridas, con la guía situada entre ellas, para que puedan moverse hacia arriba y hacia abajo para la suspensión, pero sin ningún movimiento axial. Si ambos se mantienen en la distancia correcta debido al efecto del tubo del cañón, solo se necesita una brida en cada lado. Una caja del eje más delgada, sin la brida externa, puede permitir que las guías horizontales y los bastidores se coloquen más cerca de la cara interna de la rueda, lo que brinda un mejor soporte para un eje muy cargado.

### Bogie Java

Tren de rodaje de una locomotora (1A) B (A1) con ejes centrales desplazables y bogies Java en línea recta y en curva

En la década de 1920, algunas locomotoras eléctricas usaban bastidores rígidos con un bogie delantero y otro trasero, que podían pivotar gracias a un rodamiento de cañón. El diseño suizo denominado 'bogie Java', desarrollado por Jakob Buchli, llegó incluso a usarse para un eje motriz, con la tracción proporcionada por una transmisión Buchli situada a un solo lado por fuera de las ruedas. 
Este diseño tiene su origen en la construcción de locomotoras eléctricas para velocidades máximas de más de 100 km/h, lo que llevó a Jakob Buchli a investigar el paso por curva de los vehículos ferroviarios. Como resultado de esta investigación, se creó el bogie Java. El pivote del bogie se encuentra justo por detrás o por delante del eje tractor delantero o trasero, de modo que puede ajustarse radialmente en las curvas y se reduce su ángulo de aproximación. El movimiento del eje de accionamiento estaba limitado por el uso de la transmisión Buchli, por lo que diseñó la transmisión universal Winterthur, que podía compensar desplazamientos transversales más grandes. Para poder circular con facilidad por curvas aún más cerradas, el pivote del bogie se diseñó como un eje Adams.

## Motores de tracción
Los locotractores comenzaron a utilizarse como vehículos agrícolas, por lo que se prescindió en ellos de muelles o de sistemas de suspensión en sus ruedas principales. Sin embargo, a medida que los tractores de vapor ligeros se desarrollaron a partir de 1896 para el transporte por carretera, se vio favorecida la aparición de vehículos de vapor con neumáticos de caucho macizo y suspensión. Las ruedas motrices de un motor de tracción se montaban en un solo eje, muy cerca de la placa trasera del fogón de la caldera, y giraban sobre rodamientos montados en las placas de guarda situadas a ambos lados de la caldera. Cuando se empezaron a usar resortes, se favoreció el uso de rodamientos con caja de cañón para mantener la alineación de los rodamientos, con la ventaja adicional de encerrar el eje lejos de la carbonilla y de las cenizas generadas en el fogón. Diseños como el Tasker Little Giant usaron otra suspensión compensada, donde el tubo estaba suspendido de un solo resorte de ballesta transversal. 